# Stingray Now 4K
A Stingray Now 4K egy angol nyelvű kanadai televíziós zenecsatorna, mely UHD 4K felbontásban sugároz pop, dance, hiphop, indie, latin pop, rock zenei videókat. A csatorna a Stingray Digital tulajdonában van, és 2017 novemberében indult el.

## Története
2017. június 23-án a Stingray Digital bejelentette, egy előre nem megnevezett televíziós csatorna indítását, mely 4K felbontásban sugároz majd műsorokat. 2017 októberében a Stringray Digital és MIPCOM televíziós bemutatóján bejelentették a Stingray most 4K indítását.
A csatornát jelenleg a kanadai Rogers Cable hálózatán érhetik el a nézők.